# Waverly (Ohio)
Waverly City é uma cidade localizada no estado norte-americano de Ohio, no Condado de Pike.

## Demografia
Segundo o censo norte-americano de 2000, a sua população era de 4433 habitantes.
Em 2006, foi estimada uma população de 4430, um decréscimo de 3 (-0.1%).

## Geografia
De acordo com o United States Census Bureau tem uma área de
10,1 km², dos quais 10,1 km² cobertos por terra e 0,0 km² cobertos por água.

## Localidades na vizinhança
O diagrama seguinte representa as localidades num raio de 28 km ao redor de Waverly City.